# Acantheis longiventris
Acantheis longiventris là một loài nhện trong họ Ctenidae.
Loài này thuộc chi Acantheis. Acantheis longiventris được Eugène Simon miêu tả năm 1897.